# SPAD S.XII
O SPAD S.XII ou SPAD 12 foi um caça biplano francês da Primeira Guerra Mundial desenvolvido a partir do bem-sucedido SPAD VII por Louis Béchereau, designer-chefe da "Société Pour L'Aviation et ses Dérivés" (SPAD).

## Projeto e desenvolvimento

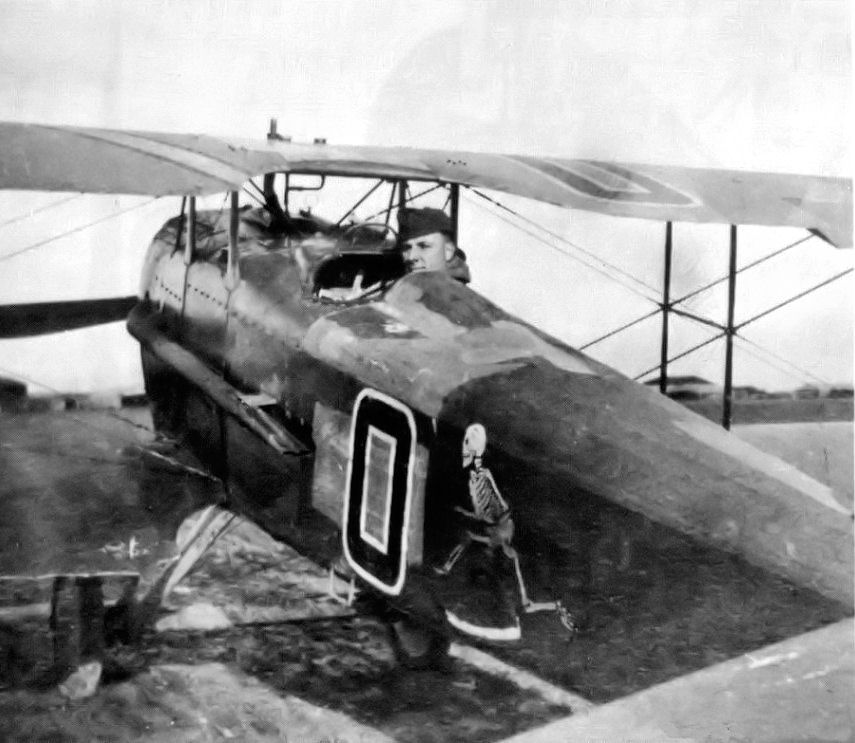
Um SPAD S.XII da USAAS em 1918.

O SPAD XII foi inspirado nas ideias do ás da aviação francês Georges Guynemer, que propôs que uma aeronave manobrável de um único assento fosse projetada para transportar um canhão de 37 mm, uma arma que anteriormente era montada apenas em grandes aeronaves em configuração por impulsão de dois lugares como o Voisin III. Béchereau tomou seu próprio projeto SPAD VII como ponto de partida, mas as muitas mudanças maiores e menores incorporadas ao SPAD XII o tornaram uma aeronave bem diferente.

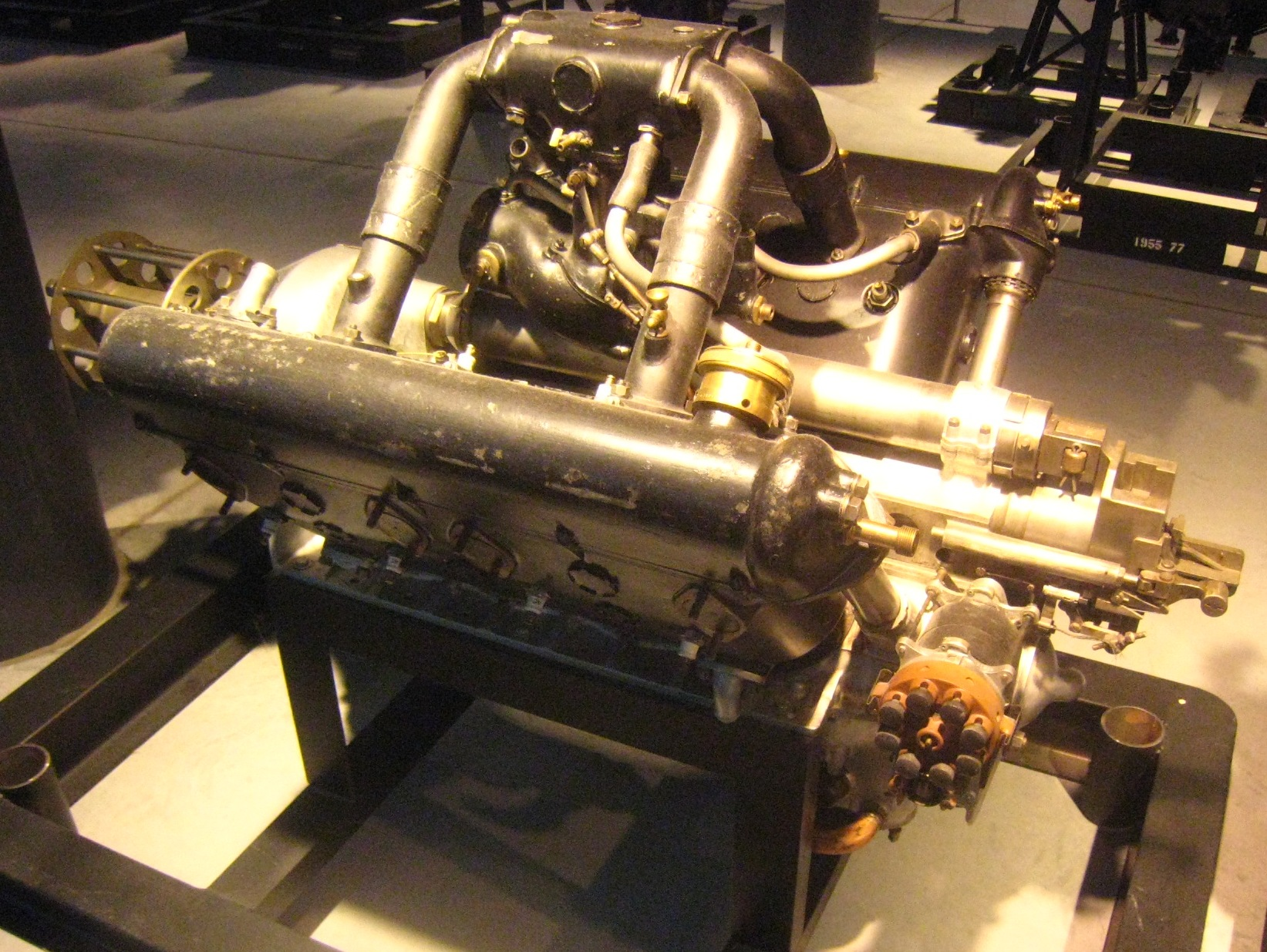
Motor com eixo de engrenagens oco "HS.8Ca" restaurado, semelhante ao "8Cb" usado no SPAD S.XII.

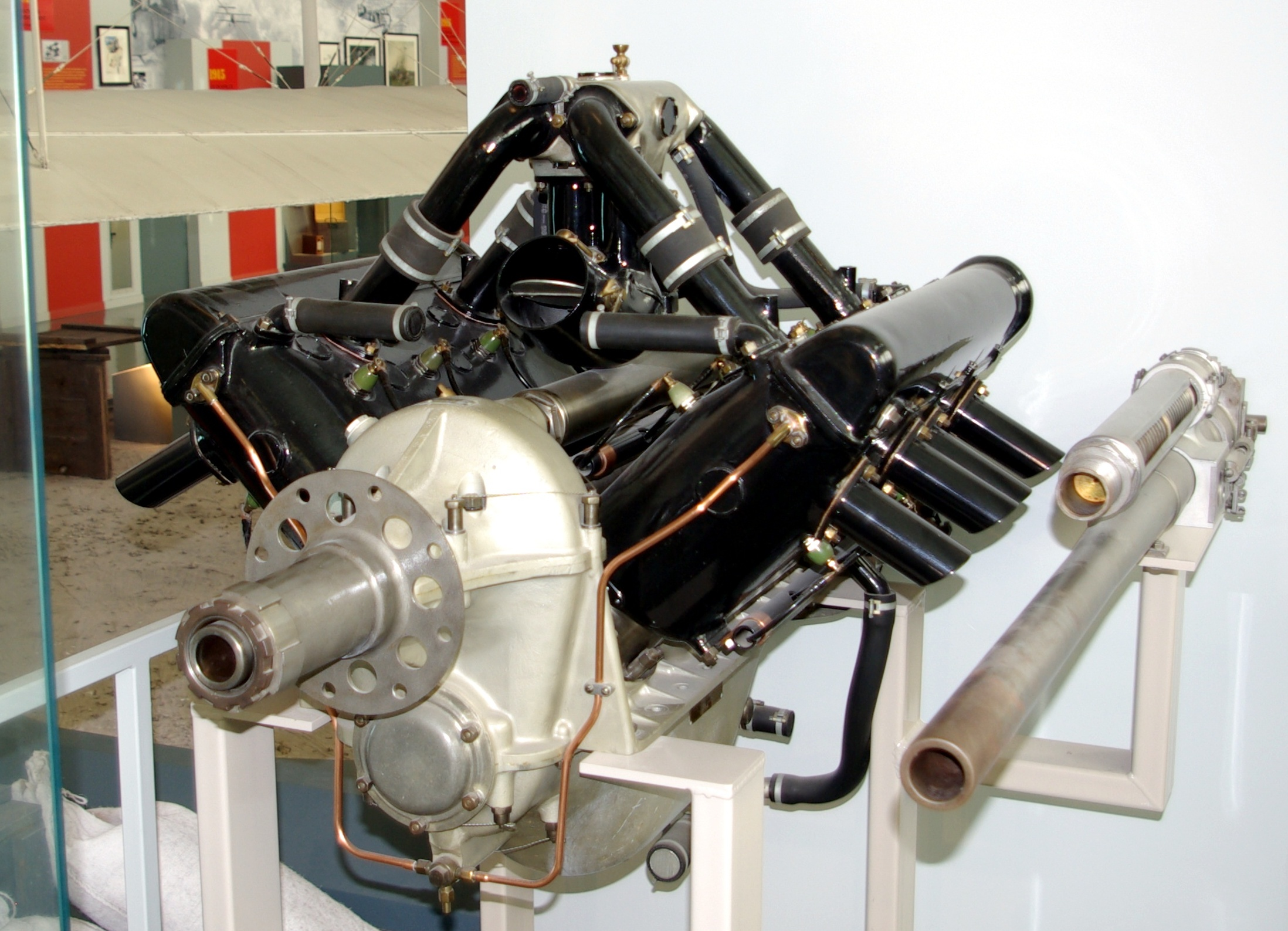
Um motor "HS.8C" com eixo de engrenagens oco para um SPAD S.XII, mostrando o coletor de admissão elevado para permitir a instalação do canhão de 37 mm montado no "V" entre os bancos de cilindros.

A arma escolhida para o SPAD XII não foi o antigo canhão Hotchkiss, mas um novo 37 mm "Semi Automatique Moteur Canon" (SAMC), construído pela Puteaux, com capacidade de 12 tiros. O motor de aviação Hispano-Suiza teve que ser ajustado para permitir que a arma disparasse através do eixo da hélice. O SPAD XII também carregava uma única metralhadora Vickers sincronizada de .303 polegadas (7,7 mm) montada no lado estibordo do nariz. Para transportar o canhão pesado, a estrutura da aeronave foi alongada e a envergadura e a área da asa aumentaram. As pontas das asas foram arredondadas em vez do padrão quadrado e as asas davam uma ligeira "esticadas" para a frente. Para acomodar o motor do eixo de transmissão de saída de engrenagem necessário, que facilmente permitia que o eixo de hélice oco para o canhão disparasse e alimentasse a estrutura da aeronave resultante mais pesada, 587 kg (1.294 lb) em comparação com os 500 kg (1.100 lb) do SPAD VII, o motor "Ab" de acionamento direto Hispano-Suiza 8 de 180 cv foi substituído pelo modelo "8Cb" de 220 cv e deu ao SPAD XII uma hélice que girava no sentido horário, do ponto de vista do piloto.
Testados por Guynemer, os primeiros modelos de produção do SPAD XII foram muito bem sucedidos depois de superar os problemas iniciais com a engrenagem de redução entre o motor e a hélice. Outros ases também fizeram sucesso com o novo modelo. No entanto, as entregas foram lentas, o SPAD VII e depois o SPAD XIII tendo prioridade máxima, e mesmo o modesto total de 300 aeronaves que foram encomendadas não foram todas concluídas. As melhores estimativas são de apenas 20 produzidas. Pilotos médios acharam o SPAD XII uma aeronave difícil de dominar, e o canhão difícil de mirar e disparar, enquanto o recarregamento manual era difícil. A cabine se enchia de fumaça a cada disparo. Seu mecanismo de culatra se projetava para dentro do cockpit e impedia o uso de um manche convencional para controlar a aeronave, aumentando as dificuldades encontradas pelos pilotos comuns. A configuração de controle foi revertida para uma configuração dividida em ambos os lados do piloto, "à la Deperdussin".

## Histórico operacional

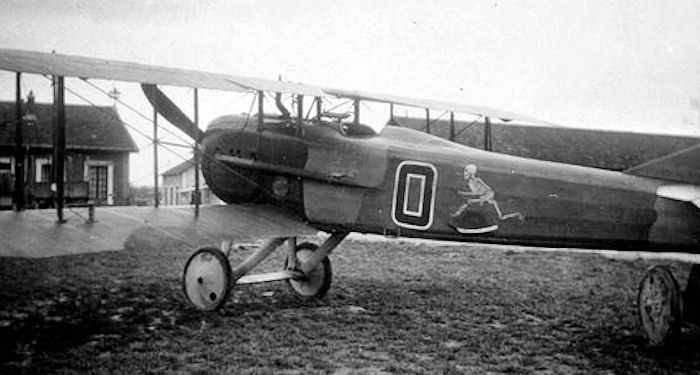
Um SPAD S.XII do 13º Esquadrão Aéreo, mostrando o ligeiro escalonamento positivo das asas.

Nenhuma unidade foi totalmente equipada com os SPAD XII. O número desconhecido de aeronaves produzidas foram incorporados em pequeno número, destinados ao uso apenas pelos pilotos mais habilidosos, como René Fonck, Lionel de Marmier, Fernand Henri Chavannes, Henri Hay de Slade, Albert Deullin e François Battesti. Eles foram distribuídos um ou dois por esquadrão. Poucos foram entregues às unidades de combate, oito sendo registrados na força em abril e novamente em outubro; isso pode ser contrastado com os milhares de SPAD VII e SPAD XIII em serviço. Exemplos únicos para testes foram entregues ao "Royal Flying Corps" e um à Seção de Aviação da "American Expeditionary Force" (AEF), com o 13º Esquadrão Aéreo da AEF recebendo o código "0", foi pilotado principalmente por Charles John Biddle.

## Operadores
França
- Exército do Ar e do Espaço

 Rússia /  União Soviética
- Serviço Aéreo da Rússia Imperial
- Força Aérea Soviética (pós-guerra)

 Sérvia
- Força Aérea da Sérvia

 Reino Unido
- Royal Flying Corps (apenas um exemplar)

 Estados Unidos
- Forças Expedicionárias Americanas, apenas uma aeronave, servindo com o 13º Esquadrão Aero.

 Reino da Iugoslávia
- Real Força Aérea Jugoslava (pós-guerra)

## Especificações (S.XII)
Dados de: The Complete Book of Fighters
Descrições gerais
- Tripulação: 1 piloto
- Comprimento: 6,4 m (21 ft)
- Envergadura: 8,0 m (26 ft)
- Altura: 2,55 m (8,4 ft)
- Área alar: 20,2 m² (217 ft²)
- Peso vazio: 587 kg (1 290 lb)
- Peso bruto (carregado): 883 kg (1 950 lb)

Motorização
- Número de motores: 1x
- Tipo do motor: Motor V8, Hispano-Suiza 8Cb, refrigerado a água.
- Descrição do propulsor/hélice: Hélice de passo fixo de 2 pás

Performance
- Velocidade máxima: 203 km/h (126 mph)
- Autonomia: 1:45 hs
- Razão de subida: 5.5 m/s
- Tecto de serviço: 6 850 m (22 500 ft)